# Scapaniella
Scapaniella es un género de plantas hepáticas perteneciente a la familia Scapaniaceae. Comprende 4 especies descritas y de estas 3  aceptadas.

## Taxonomía
El género fue descrito por Hans Robert Viktor Buch  y publicado en Commentationes Biolicae 3(1): 33. 1928.

## Especies
- Scapaniella carinthiaca (J.B. Jack ex Lindb.) H. Buch
- Scapaniella glaucocephala (Taylor) A. Evans ex Verd.
- Scapaniella massalongoi (K. Müller) H. Buch